# Isotopes du copernicium
Le copernicium (Cn, numéro atomique 112) est un élément synthétique qui n'a par conséquent pas de masse atomique standard. Comme tous les éléments synthétiques, il ne possède aucun isotope stable. Le premier isotope synthétisé est 277Cn en 1996. Six radioisotopes sont connus, de 277Cn à 285Cn, et possiblement deux isomères nucléaires (non confirmés). L'isotope confirmé le moins instable est 285Cn avec une demi-vie de 29 secondes. Les deux isomères non confirmés pourraient avoir des demi-vies de 5 à 9 minutes.

## Table des isotopes
| Symbole du nucléide | Z (p)                | N (n)                | Masse isotopique (u) | Demi-vie                    | Modes de désintégration, | Isotope(s) fils | Spin nucléaire |
| Symbole du nucléide | Énergie d'excitation | Énergie d'excitation | Énergie d'excitation | Demi-vie                    | Modes de désintégration, | Isotope(s) fils | Spin nucléaire |
| ------------------- | -------------------- | -------------------- | -------------------- | --------------------------- | ------------------------ | --------------- | -------------- |
| 277Cn               | 112                  | 165                  | 277,16364(15)#       | 1,1(7) ms [0,69(+69−24) ms] | α                        | 273Ds           | 3/2+#          |
| 281Cn               | 112                  | 169                  | 281,16975(42)#       | 130 ms                      | α                        | 277Ds           | 3/2+#          |
| 282Cn               | 112                  | 170                  | 282,1705(7)#         | 0,8 ms                      | FS                       | (divers)        | 0+             |
| 283Cn               | 112                  | 171                  | 283,17327(65)#       | 4 s                         | α (90 %)                 | 279Ds           |                |
| 283Cn               | 112                  | 171                  | 283,17327(65)#       | 4 s                         | FS (10 %)                | (divers)        |                |
| 283mCn              |                      |                      |                      | 5 min                       | FS                       | (divers)        |                |
| 284Cn               | 112                  | 172                  | 284,17416(91)#       | 97 ms                       | FS                       | (divers)        | 0+             |
| 285Cn               | 112                  | 173                  | 285,17712(60)#       | 29 s                        | α                        | 281Ds           | 5/2+#          |
| 285mCn              |                      |                      |                      | 8,9 min                     | α                        | 281mDs          |                |

1. ↑  Abréviations :

FS : fission spontanée.
2. 1 2  Cet isomère n'a pas été confirmé.